# Wahlkreis Pas-de-Calais VIII
Der Wahlkreis Pas-de-Calais VIII ist seit 1986 ein Wahlkreis (französisch circonscription électorale) für die Wahl der Nationalversammlung.

## Wahlergebnisse

### Parlamentswahl 2002
| Kandidaten                                     | Kandidaten           | Parteien                                                         | 1. Wahlgang | 1. Wahlgang | 2. Wahlgang | 2. Wahlgang |
| Kandidaten                                     | Kandidaten           | Parteien                                                         | Stimmen     | %           | Stimmen     | %           |
| ---------------------------------------------- | -------------------- | ---------------------------------------------------------------- | ----------- | ----------- | ----------- | ----------- |
|                                                | Michel Lefaitgewählt | SOC – Parti socialiste                                           | 19.402      | 44,1        | 24.634      | 58,3        |
|                                                | Pascal Bataille      | UMP – Union pour la majorité présidentielle                      | 12.797      | 29,1        | 17.651      | 41,7        |
|                                                | Séverine Leturque    | FN – Front national                                              | 4.515       | 10,3        |             |             |
|                                                | Bruno Cottrez        | CPNT – Chasse, pêche, nature, traditions                         | 1.872       | 4,3         |             |             |
|                                                | Laurent Clouet       | LO – Lutte Ouvrière                                              | 982         | 2,2         |             |             |
|                                                | François Dubout      | RPF – Rassemblement pour la France                               | 887         | 2,0         |             |             |
|                                                | Michel Vanacker      | DVD – Non classé                                                 | 752         | 1,7         |             |             |
|                                                | Elsa Peskine         | LCR – Ligue communiste révolutionnaire                           | 593         | 1,3         |             |             |
|                                                | Dominique Debelle    | VEC – Les Verts                                                  | 453         | 1,0         |             |             |
|                                                | Antoinette Hurtrez   | DIV – Le Trèfle – Les nouveaux écologistes                       | 445         | 1,0         |             |             |
|                                                | Monique Gheerardyn   | COM – Parti communiste français                                  | 399         | 0,9         |             |             |
|                                                | Odile Fourny         | MNR – Mouvement national républicain                             | 388         | 0,9         |             |             |
|                                                | Pierre Vandenbroucke | ECO – Mouvement écologiste indépendant                           | 208         | 0,5         |             |             |
|                                                | Isabelle Rosique     | ECO – Génération Écologie                                        | 100         | 0,2         |             |             |
|                                                | Véronique Devender   | EXG – Solidarité, écologie, gauche alternative (Les Alternatifs) | 100         | 0,2         |             |             |
|                                                | Émile Lecoq          | DIV – Union des victimes de l'État                               | 73          | 0,2         |             |             |
|                                                | Nicolas Le Jean      | DVG – En avant pour un renouveau audomarois                      | 1           | 0,0         |             |             |
|                                                | Bernadette Leroy     | MNR – Mouvement national républicain                             | 1           | 0,0         |             |             |
| Gesamt                                         | Gesamt               | Gesamt                                                           | 43.968      | 100         | 42.285      | 100         |
|                                                |                      |                                                                  |             |             |             |             |
| Ungültige Stimmen                              | Ungültige Stimmen    | Ungültige Stimmen                                                | 1.406       | 3,1         | 1.792       | 4,1         |
| Wähler                                         | Wähler               | Wähler                                                           | 45.374      | 67,5        | 44.077      | 65,5        |
| Wahlberechtigte                                | Wahlberechtigte      | Wahlberechtigte                                                  | 67.261      |             | 67.256      |             |
|                                                |                      |                                                                  |             |             |             |             |
| Quellen: Innenministerium, Ergebnis – Parteien |                      |                                                                  |             |             |             |             |

### Parlamentswahl 2007
| Kandidaten               | Kandidaten             | Parteien                                   | Stimmen | %    |
| ------------------------ | ---------------------- | ------------------------------------------ | ------- | ---- |
|                          | Michel Lefaitgewählt   | SOC – Parti socialiste                     | 22.994  | 52,0 |
|                          | Marie-Pascale Bataille | UMP – Union pour un mouvement populaire    | 14.935  | 33,8 |
|                          | Marie Duriez           | FN – Front national                        | 2.023   | 4,6  |
|                          | Sabine Leurs           | CPNT – Chasse, pêche, nature et traditions | 1.310   | 3,0  |
|                          | Brigitte Persson       | VEC – Les Verts                            | 898     | 2,0  |
|                          | Habiba Lahbairi        | EXG – Ligue communiste révolutionnaire     | 645     | 1,5  |
|                          | Flore Lataste          | EXG – Lutte Ouvrière                       | 623     | 1,4  |
|                          | René Vandenkoornhuyse  | COM – Parti communiste français            | 455     | 1,0  |
|                          | Brigitte Lagrange      | EXD – MNR – Alliance patriotique           | 364     | 0,8  |
| Gesamt                   | Gesamt                 | Gesamt                                     | 44.247  | 100  |
|                          |                        |                                            |         |      |
| Ungültige Stimmen        | Ungültige Stimmen      | Ungültige Stimmen                          | 1.105   | 2,4  |
| Wähler                   | Wähler                 | Wähler                                     | 45.352  | 65,6 |
| Wahlberechtigte          | Wahlberechtigte        | Wahlberechtigte                            | 69.110  |      |
|                          |                        |                                            |         |      |
| Quelle: Innenministerium |                        |                                            |         |      |

### Parlamentswahl 2012
| Kandidaten               | Kandidaten            | Parteien                                                                 | 1. Wahlgang | 1. Wahlgang | 2. Wahlgang | 2. Wahlgang |
| Kandidaten               | Kandidaten            | Parteien                                                                 | Stimmen     | %           | Stimmen     | %           |
| ------------------------ | --------------------- | ------------------------------------------------------------------------ | ----------- | ----------- | ----------- | ----------- |
|                          | Michel Lefaitgewählt  | SOC – Parti socialiste                                                   | 26.144      | 48,5        | 32.414      | 65,6        |
|                          | François Decoster     | NCE – Nouveau Centre                                                     | 11.857      | 22,0        | 16.964      | 34,4        |
|                          | Evelyne Geronnez      | FN – Front national                                                      | 8.461       | 15,7        |             |             |
|                          | René Hocq             | FG – Front de gauche (Parti communiste français)                         | 4.596       | 8,5         |             |             |
|                          | Dany Masset-Mallevaës | CEN – Mouvement démocrate                                                | 1.068       | 2,0         |             |             |
|                          | Catherine Glinatsis   | ECO – Europe Écologie Les Verts / Mouvement écologiste indépendant (MÉI) | 1.017       | 1,9         |             |             |
|                          | Laure Bourel          | EXG – Lutte Ouvrière                                                     | 543         | 1,0         |             |             |
|                          | Armelle Lorvellec     | EXG – Parti des objecteurs de croissance                                 | 164         | 0,3         |             |             |
| Gesamt                   | Gesamt                | Gesamt                                                                   | 53.850      | 100         | 49.378      | 100         |
|                          |                       |                                                                          |             |             |             |             |
| Ungültige Stimmen        | Ungültige Stimmen     | Ungültige Stimmen                                                        | 1.163       | 2,1         | 2.358       | 4,6         |
| Wähler                   | Wähler                | Wähler                                                                   | 55.013      | 59,0        | 51.736      | 55,5        |
| Wahlberechtigte          | Wahlberechtigte       | Wahlberechtigte                                                          | 93.192      |             | 93.191      |             |
|                          |                       |                                                                          |             |             |             |             |
| Quelle: Innenministerium |                       |                                                                          |             |             |             |             |

### Parlamentswahl 2017
| Kandidaten               | Kandidaten             | Parteien                                                                                    | 1. Wahlgang | 1. Wahlgang | 2. Wahlgang | 2. Wahlgang |
| Kandidaten               | Kandidaten             | Parteien                                                                                    | Stimmen     | %           | Stimmen     | %           |
| ------------------------ | ---------------------- | ------------------------------------------------------------------------------------------- | ----------- | ----------- | ----------- | ----------- |
|                          | Benoît Potteriegewählt | REM – La République en marche                                                               | 12.594      | 27,0        | 21.431      | 56,8        |
|                          | Karine Haverlant       | FN – Front national                                                                         | 10.055      | 21,5        | 16.310      | 43,2        |
|                          | Bertrand Petit         | SOC – Parti socialiste                                                                      | 10.022      | 21,5        |             |             |
|                          | Casimir Letellier      | FI – La France insoumise                                                                    | 5.334       | 11,4        |             |             |
|                          | Muriel Volle           | UDI – Union des démocrates et indépendants                                                  | 3.657       | 7,8         |             |             |
|                          | René Hocq              | COM – Parti communiste français                                                             | 2.393       | 5,1         |             |             |
|                          | Florian Quèze          | ECO – Europe Écologie Les Verts                                                             | 856         | 1,8         |             |             |
|                          | Jason Lamiaux          | DVD – Unabh.                                                                                | 586         | 1,3         |             |             |
|                          | Laure Bourel           | EXG – Lutte Ouvrière                                                                        | 498         | 1,1         |             |             |
|                          | Philippe Rigaud        | ECO – Confédération pour l’homme, l’animal et la planète (Mouvement écologiste indépendant) | 405         | 0,9         |             |             |
|                          | Marie Van Lierde       | DIV – Union populaire républicaine                                                          | 277         | 0,6         |             |             |
| Gesamt                   | Gesamt                 | Gesamt                                                                                      | 46.677      | 100         | 37.741      | 100         |
|                          |                        |                                                                                             |             |             |             |             |
| Leere Stimmzettel        | Leere Stimmzettel      | Leere Stimmzettel                                                                           | 806         | 1,7         | 2.645       | 6,3         |
| Ungültige Stimmzettel    | Ungültige Stimmzettel  | Ungültige Stimmzettel                                                                       | 500         | 1,0         | 1.665       | 4,0         |
| Wähler                   | Wähler                 | Wähler                                                                                      | 47.983      | 51,6        | 42.051      | 45,2        |
| Wahlberechtigte          | Wahlberechtigte        | Wahlberechtigte                                                                             | 93.016      |             | 93.014      |             |
|                          |                        |                                                                                             |             |             |             |             |
| Quelle: Innenministerium |                        |                                                                                             |             |             |             |             |

### Parlamentswahl 2022
Die Wahl wurde vom Verfassungsrat für ungültig erklärt.
| Kandidaten               | Kandidaten            | Parteien                                                                   | 1. Wahlgang | 1. Wahlgang | 2. Wahlgang | 2. Wahlgang |
| Kandidaten               | Kandidaten            | Parteien                                                                   | Stimmen     | %           | Stimmen     | %           |
| ------------------------ | --------------------- | -------------------------------------------------------------------------- | ----------- | ----------- | ----------- | ----------- |
|                          | Bertrand Petitgewählt | DVG – Parti socialiste Diss.                                               | 9.961       | 22,5        | 22.801      | 55,8        |
|                          | Auguste Evrard        | RN – Rassemblement National                                                | 12.140      | 27,5        | 18.048      | 44,2        |
|                          | Benoît Potterie       | ENS – Ensemble ! (La République en marche)                                 | 9.440       | 21,4        |             |             |
|                          | Simon Roussel         | NUP – Nouvelle union populaire écologique et sociale (La France insoumise) | 6.961       | 15,7        |             |             |
|                          | Philippe Caron        | UDI – Union des démocrates et indépendants                                 | 2.235       | 5,1         |             |             |
|                          | Aude Mayaud           | REC – Reconquête                                                           | 1.037       | 2,3         |             |             |
|                          | Laura Vandomme        | ECO – Parti animaliste                                                     | 804         | 1,8         |             |             |
|                          | Etienne Zannis        | EXG – Lutte Ouvrière                                                       | 563         | 1,3         |             |             |
|                          | Frédéric Bayard       | DSV – Les Patriotes                                                        | 556         | 1,3         |             |             |
|                          | Marie-Denise Sachot   | DVD – Le Mouvement de la ruralité                                          | 505         | 1,1         |             |             |
| Gesamt                   | Gesamt                | Gesamt                                                                     | 44.202      | 100         | 40.849      | 100         |
|                          |                       |                                                                            |             |             |             |             |
| Leere Stimmzettel        | Leere Stimmzettel     | Leere Stimmzettel                                                          | 598         | 1,3         | 1.931       | 4,4         |
| Ungültige Stimmzettel    | Ungültige Stimmzettel | Ungültige Stimmzettel                                                      | 367         | 0,8         | 1.093       | 2,5         |
| Wähler                   | Wähler                | Wähler                                                                     | 45.167      | 49,0        | 43.873      | 47,6        |
| Wahlberechtigte          | Wahlberechtigte       | Wahlberechtigte                                                            | 92.192      |             | 92.206      |             |
|                          |                       |                                                                            |             |             |             |             |
| Quelle: Innenministerium |                       |                                                                            |             |             |             |             |

### Nachwahl 2023
Die Wahl fand am 22. und 29. Januar statt.
| Kandidaten                                      | Kandidaten            | Parteien                                                                | 1. Wahlgang | 1. Wahlgang | 2. Wahlgang | 2. Wahlgang |
| Kandidaten                                      | Kandidaten            | Parteien                                                                | Stimmen     | %           | Stimmen     | %           |
| ----------------------------------------------- | --------------------- | ----------------------------------------------------------------------- | ----------- | ----------- | ----------- | ----------- |
|                                                 | Bertrand Petitgewählt | NUP – Nouvelle union populaire écologique et sociale (Parti socialiste) | 12.295      | 46,1        | 16.190      | 66,5        |
|                                                 | Auguste Evrard        | RN – Rassemblement National                                             | 6.388       | 24,0        | 8.158       | 33,5        |
|                                                 | Benoît Potterie       | ENS – Ensemble ! (Horizons)                                             | 5.642       | 21,2        |             |             |
|                                                 | Étienne Zannis        | EXG – Lutte Ouvrière                                                    | 1.062       | 4,0         |             |             |
|                                                 | Aude Mayaud           | REC – Reconquête                                                        | 646         | 2,4         |             |             |
|                                                 | Lucas Roseuw          | LR – Les Républicains                                                   | 615         | 2,3         |             |             |
| Gesamt                                          | Gesamt                | Gesamt                                                                  | 26.649      | 100         | 24.348      | 100         |
|                                                 |                       |                                                                         |             |             |             |             |
| Ungültige Stimmen                               | Ungültige Stimmen     | Ungültige Stimmen                                                       | 752         | 2,7         | 1.490       | 5,8         |
| Wähler                                          | Wähler                | Wähler                                                                  | 27.401      | 29,6        | 25.838      | 27,9        |
| Wahlberechtigte                                 | Wahlberechtigte       | Wahlberechtigte                                                         | 92.500      |             | 92.494      |             |
|                                                 |                       |                                                                         |             |             |             |             |
| Quellen: Kandidaten – 1. Wahlgang – 2. Wahlgang |                       |                                                                         |             |             |             |             |

### Parlamentswahl 2024
| Kandidaten               | Kandidaten            | Parteien                                        | 1. Wahlgang | 1. Wahlgang | 2. Wahlgang | 2. Wahlgang |
| Kandidaten               | Kandidaten            | Parteien                                        | Stimmen     | %           | Stimmen     | %           |
| ------------------------ | --------------------- | ----------------------------------------------- | ----------- | ----------- | ----------- | ----------- |
|                          | Auguste Evrardgewählt | RN – Rassemblement National                     | 27.164      | 46,4        | 29.775      | 52,3        |
|                          | Bertrand Petit        | UG – Nouveau Front populaire (Parti socialiste) | 18.697      | 32,0        | 27.186      | 47,7        |
|                          | Benoît Potterie       | ENS – Ensemble pour la République (Horizons)    | 9.824       | 16,8        |             |             |
|                          | Hervé Ruffin          | EXG – Lutte Ouvrière                            | 1.199       | 2,1         |             |             |
|                          | Alain Atassi          | DIV – Unabh.                                    | 984         | 1,7         |             |             |
|                          | Jérémie Weber         | REC – Reconquête                                | 617         | 1,1         |             |             |
| Gesamt                   | Gesamt                | Gesamt                                          | 58.485      | 100         | 56.961      | 100         |
|                          |                       |                                                 |             |             |             |             |
| Leere Stimmzettel        | Leere Stimmzettel     | Leere Stimmzettel                               | 934         | 1,6         | 1.772       | 3,0         |
| Ungültige Stimmzettel    | Ungültige Stimmzettel | Ungültige Stimmzettel                           | 627         | 1,0         | 1.013       | 1,7         |
| Wähler                   | Wähler                | Wähler                                          | 60.046      | 65,0        | 59.746      | 64,7        |
| Wahlberechtigte          | Wahlberechtigte       | Wahlberechtigte                                 | 92.388      |             | 92.392      |             |
|                          |                       |                                                 |             |             |             |             |
| Quelle: Innenministerium |                       |                                                 |             |             |             |             |